# Blakistonia aurea
Blakistonia aurea is een spinnensoort uit de familie van de valdeurspinnen (Idiopidae). De wetenschappelijke naam van de soort werd voor het eerst geldig gepubliceerd in 1902 door Henry Roughton Hogg.
De soort komt voor in Australië.